# Puteaux SA 18
A Puteaux SA 18 francia gyártmányú egylövetű, hátultöltős ágyú, melyet az első világháborútól használtak elsősorban harcjárművekbe szerelve.
Egyszerű, megbízható fegyver volt, viszonylag nagy tűzgyorsasággal fél-önműködő závárzatának köszönhetően. Elsősorban a gyalogság és géppuskafészkek pusztítására tervezték, alacsony csőtorkolati sebessége miatt harckocsik ellen nem bizonyult hatékonynak. Bár páncélátütési képessége gyenge volt, de még az 1939-es évben is megfelelt kis távolságon (500 méterig) páncélautók ellen. Az ágyút egy fő kezelte, használata egyszerű volt, meghibásodásokra ritkán volt példa. Célzás a fegyver bal oldalára szerelt 1,5-szeres nagyítású távcsővel történt.

## Leírás
A lövegcső hosszúsága 21 kaliber (L/21). Maximális tűzgyorsasága 15, hatékony tűzgyorsasága 10 lövés percenként.
A francia könnyű harckocsikban ez az ágyú volt a szabvány fegyverzet, először az első világháborúban kifejlesztett és bevetett Renault FT–17 típusú könnyű harckocsiban használták. A második világháborúban a Renault R35, Hotchkiss H35 és H38, FCM 36 harckocsikban és különféle francia páncélautókban, főleg a White-Laffly WL–50-ben használták.
A lengyel hadseregben wz.18 Puteaux jelöléssel rendszeresítették, majd a Renault FT, Renault R35 és Hotchkiss H35 harckocsikban, Peugeot páncélautókban, illetve a lengyel gyártmányú wz.28, wz.29 és wz.34 típusú páncélautókban használták. 1933-35-ben néhány kéttornyos Vickers E könnyű harckocsit is felszereltek az ágyúval. Emellett néhány lengyel gyártmányú folyami hajón és páncélvonaton is megtalálható volt.
A finn hadsereg 37 Psv.K/18 néven helyezte hadrendbe, és az FT–17 harckocsikban használta a löveget. 1919-ben 32 darabot vásároltak a franciáktól, melyek közül 14 rendelkezett a 37 mm-es ágyúkkal. A következő évben még két darabot szállított le Franciaország, melyekből csak egy volt ellátva ágyúval.

## Lőszer
- Modéle 1892 - Páncéltörő lövedék. Csőtorkolati sebesség 388 m/s, tömege 500 g (15 g robbanóanyaggal), páncélátütési képessége 12 mm közvetlen közelről.
- Modéle 1916 - Nagy robbanóerejű lövedék. Csőtorkolati sebessége 367 m/s, tömege 555 g (30 g robbanóanyaggal), maximális lőtávolsága nagyjából 2500 méter.
- Modéle 1935 - Kemény magvas páncéltörő lövedék. Csőtorkolati sebessége 600 m/s, tömege 390 g, páncélátütő képessége 21 mm 400 méteres távolságból.
- Modéle 1939 - Nagy robbanóerejű lövedék. Csőtorkolati sebessége 440 m/s, tömege 555 g (56 g robbanóanyaggal).